# 조이 마르케스
조이 마르케스(Joey Marquez, 1957년 10월 7일 ~ )는 필리핀의 영화 감독, 희극 배우, 농구 선수, 정치인, 음악가, 텔레비전 배우이다.
필리핀 마발라캇에서 태어났다.

## 영화
- 바르셀로나 사랑을 꾸미다 (2016년)
- 소 이츠 유 (2014년)
- 온더잡 (2013년)
- 틱틱: 디 애즈왕 크로니클즈 (2012년)
- 캐치 미... 아임 인 러브 (2011년)